# Der Feigling (Garschin)

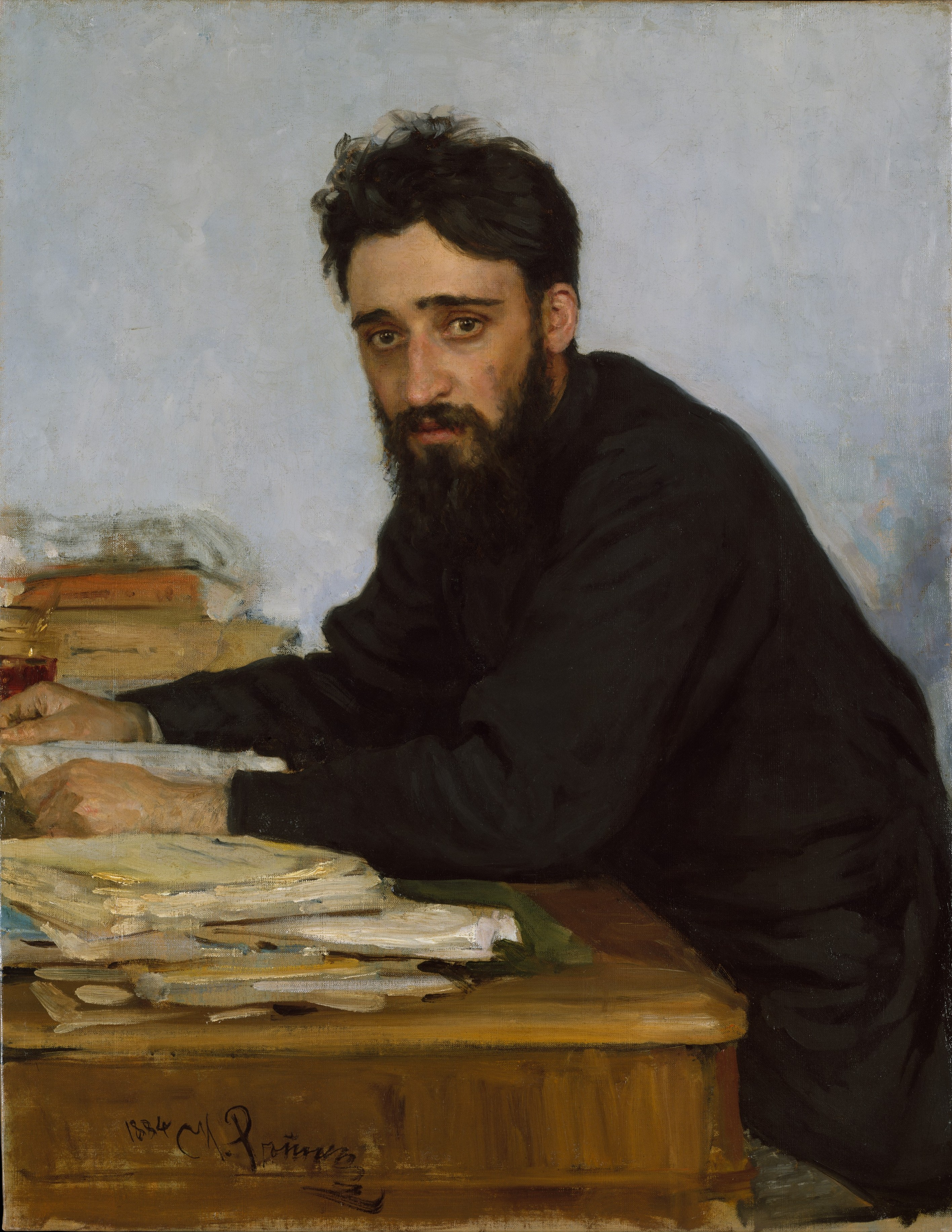
Ilja Repin 1884: Wsewolod Garschin

Der Feigling (russisch Трус, Trus) ist eine Kurzgeschichte des russischen Schriftstellers Wsewolod Garschin, die 1879 im Märzheft der Otetschestwennye Sapiski in Sankt Petersburg erschien.

## Entstehung
Garschin beschreibt detailliert die Krankheit Kusjma Fomitschs. Hinter letzterem steht Garschins Kommilitone Semen Kusmitsch Kwitko, mit dem er an der Bergakademie Sankt Petersburg ein paar Semester studiert hatte. Garschin hatte das Studium abgebrochen und sich freiwillig zum Kriegsdienst gemeldet.
Die Veröffentlichung der Erstfassung des Textes scheiterte an der russischen Zensur. Unter Berücksichtigung wohlwollender Hinweise Saltykow-Schtschedrins konnte der Autor vorliegende Zweitfassung doch noch publizieren.

## Inhalt
Petersburger Tagebuchaufzeichnungen
Anno 1877: Der Ich-Erzähler wird als Pazifist gutmütig verspottet. Während des Erzählens muss er immer an die Toten der Schlacht von Plewna denken und stellt sich vor, wie diese Schulter an Schulter auf einer Länge von um die acht Kilometer nebeneinanderliegen. Der Erzähler gehört dem Petersburger Landsturm an und glaubt, dessen Mannen würden von der Einberufung verschont bleiben. Sein Freund Kusjma liegt mit Brand danieder. Der „arme halbtote“ angehende Mediziner wird von seiner Freundin Marja aufopferungsvoll gepflegt. Der Erzähler beteiligt sich an der aufwendigen Pflege des Freundes rund um die Uhr. Hatte er bis dato die Liebe zwischen Kusjma und Marja als komische Beziehung belächelt, so muss er nun zugeben, die Krankheit des Freundes lässt Marja in einem helleren Licht erscheinen. Das Mädchen will sich jedenfalls im Felde als Krankenschwester bewähren. Marja möchte den Pazifismus des Erzählers tolerieren, doch ihr missfällt Drückebergerei.
Der Erzähler, beeindruckt vom Wort der künftigen Krankenschwester, will kein Feigling sein, rafft sich auf, folgt dem nächsten Ruf als Freiwilliger; zieht die Uniform an und lässt sich in der Kaserne drillen. Zwar ist er privilegiert untergebracht und darf in einem Bett nächtigen, doch er sucht seine in einer ehemaligen Manege auf Pritschen vegetierenden Landsleute, Ukrainer aus Markowka, auf. Keiner von denen versteht, warum in Bälde im Kampf gegen die Türken für die Bulgaren gestorben werden soll.
Seine akademische Abschlussarbeit, Fragment geblieben, hat der Erzähler wochenlang nicht mehr angerührt. Enttäuscht erkennt er, lediglich seine Physis wird gebraucht. Als dann der Zug zur Abfahrt an die Front bereitsteht, winkt ihm kein Familienmitglied auf dem Bahnsteig. Er wünscht das nicht. Trotzdem eilen zwei liebe Menschen herbei. Aber sie bringen nur die Todesnachricht. Kusjma hat es überstanden.
Auf dem Balkan
Ein Soldat redet den Erzähler mit „gnädiger Herr“ an. Über das verschneite Feld pfeifen Kugeln. Eine Granate zerbirst. Der Soldat hebt den Kopf und bemerkt, der gnädige Herr bleibt im Schnee liegen. Einer der Arme ist ausgestreckt und der Hals übermäßig verdreht. Den Einschuss in die Stirn des gnädigen Herrn kann der Soldat nicht übersehen.

## Deutschsprachige Ausgaben
Verwendete Ausgabe
- Der Feigling. S. 72–99 in Wsewolod M. Garschin: Die Erzählungen. Übertragen und mit Nachwort von Valerian Tornius. 464 Seiten. Dieterich’sche Verlagsbuchhandlung, Leipzig 1956 (Sammlung Dieterich, Bd. 177)